# Walentina Nikonowa
Walentina Giennadjewna Nikonowa (ros. Валентина Геннадьевна Никонова, ur. 5 marca 1952 w Kazaniu) – radziecka florecistka, mistrzyni olimpijska i czterokrotna medalistka mistrzostw świata.
Na igrzyskach olimpijskich w Montrealu w 1976 roku reprezentacja ZSRR w składzie: Jelena Biełowa, Walentina Sidorowa, Olga Kniaziewa, Naila Gilazowa i Walentina Nikonowa zdobyła drużynowo złoty medal. W rywalizacji indywidualnej nie startowała. Był to jej jedyny start olimpijski.
Podczas mistrzostw świata w Göteborgu w 1973 roku wspólnie z Zoją Dierażynską, Olgą Kniaziewą, Walentiną Buroczkiną i Jeleną Biełową wywalczyła srebrny medal w turnieju drużynowym. Na tej samej imprezie wywalczyła złoty medal indywidualnie, wyprzedzając dwie Węgierki: Ildikó Schwarczenberger i Ildikó Rejtő. W rywalizacji drużynowej zdobywała następnie złote medale na mistrzostwach świata w Grenoble (1974) i mistrzostwach świata w Buenos Aires (1977).
W 1974 roku została indywidualną mistrzynią kraju, a w latach 1974-1978 zwyciężała drużynowo.
Po zakończeniu kariery pracowała jako nauczyciel. Od 1995  była profesorem Katedry Kultury Fizycznej i Sportu Kazańskiej Państwowej Akademii Architektury i Inżynierii Lądowej.
Odznaczona medalem „Za pracowniczą dzielność” (1976), odznaką „Za Zasługi dla Rozwoju Kultury Fizycznej i Sportu” (2002) i Medalem Orderu „Za zasługi dla Ojczyzny” II stopnia (2009).

## Osiągnięcia
Konkurencja: floret
Igrzyska olimpijskie
- drużynowo (1976)